# В ожидании волн и частиц (фильм)
«В ожидании волн и частиц» — документальный фильм Дмитрия Завильгельского, снятый в 2015 году.
Премьера фильма состоялась 27 октября 2015 г. на V Международном фестивале кино о науке и технологиях «360 градусов», на котором фильм получил приз медиажюри.
Фильм снят при поддержке Политехнического музея, Фонда развития Политехнического музея и Министерства культуры России.

## Сюжет
Фильм рассказывает о российских учёных, решающих глобальные научные задачи и ищущих доказательства существования ещё не открытых волн и элементарных частиц. В сюжете раскрывается психологическая проблема, когда проводятся исследования, которым можно посвятить долгие годы, но так ничего и не найти. Герои фильма — известные физики Валентин Руденко, Андрей Ростовцев и Сергей Троицкий — работают над поиском гравитационных волн, аксионов и магнитных монополей, обнаружение которых может изменить глобально понимание мироздания. В случае успеха достижение учёных будет достойно Нобелевской премии.

## Создание фильма
Изначально Сергей Попов предложил семь научных направлений и семерых героев, но, по мнению режиссёра, это слишком много для фильма, и были выбраны только трое.
Съемки проходили в Москве, в Баксанской нейтринной обсерватории (Приэльбрусье), в Европейской гравитационной обсерватории и в CERN, где проводится эксперимент на аксионном телескопе CAST.
Благодаря финансовой поддержке Политехнического музея в фильм была добавлена анимация, которой занимался Дмитрий Геллер, а также появились возможности съёмки за границей.
По словам режиссёра, работать с учёными было непросто, так как благодаря отечественному телевидению и предыдущему опыту работы учёных с журналистами у последних сложилась плохая репутация. По этой причине многие учёные давали отказ на участие в съёмках.
По утверждениям Дмитрия Завильгельского, на Западе фильмы такого рода стоят миллионы долларов, а люди работают гораздо большими командами. В связи с этим режиссёр сделал упор на гениальность своих соавторов, в том числе на необычность мышления Дмитрия Геллера и на документалистику, чтобы показать людей такими, какие они есть.

## Съёмочная группа
- Режиссёр и соавтор сценария фильма — Дмитрий Завильгельский.
- Автор идеи и соавтор сценария — Сергей Попов.
- Оригинальная анимация — Дмитрий Геллер.
- Операторы — Ирина Уральская и Сергей Петрига.
- Автор музыки — Евгений Кадимский.

## Участие в конкурсах и награды
V Международный фестиваль кино о науке и технологиях «360 градусов» 2015 г. Приз медиажюри.
Премия «Лавр» 2015 г. Лучший научно-популярный, просветительский фильм (Премия имени Льва Николаева) — номинация.